# Elaphria agrotina
Elaphria agrotina là một loài bướm đêm trong họ Noctuidae.